# 小校園
小校園（前稱香港資訊小校園），是香港教育城旗下的學習平台，由香港教育署、香港中文大學、香港小童群益會共同創立。它於2001年4月28日正式推出至市面。之後經過多次改版。

## 歷史
2001年3月，小校園網站測試版啟動。次月其註冊用戶數突破30,000人。4月28日，小校園正式推出至市面。同日教育署署長張建宗出席該平台的啟動儀式，並表示該一平台的成立目的在於「為兒童設立一個網上的學習樂園」。當時它設有多部圖書和教育遊戲。12月，它的每天瀏覽人次約有25萬。
2006年6月，有家長向電台節目《在晴朗的一天出發》投訴小校園的「創作分享區」有人上載多則黃色笑話，對此表示擔憂。教育城行政總裁鄭銘鳳在回應事件時表示，已把涉事的學生帳戶終止及通知其學校，並指出網站對用戶上傳的內容有既定的監察機制，但會為此考慮採用「先審後發」機制。2011年，它為慶祝香港教育城網站成立10週年，而舉辦「共建綠色小校園」活動，內容涵蓋撮影和填色。它在2014年及2015年更新了界面及內部學習資源。
小校園最遲在2018年開始計劃引入解答用家問題的人工智能「小校工」。香港教育城行政總監鄭弼亮在次年透露小校園將引入運用人工智能技術的聊天機器人「兔爾斯」，以讓它回答用家的常見問題。同年它的主界面亦有更新。「兔爾斯」最遲在2020年2月投入使用。

## 內容
小校園網站在開設時以「模擬校園」為其概念——其設有校監等職位，並有學習大樓、圖書館、學生會等區域。除此之外，亦提供管道讓用家與社會工作者交流。當時網站主要採用Macromedia Flash技術。它內建的電台區域會向用家提供各種形式的新聞、歌曲、故事；銀行區域則可讓用家體驗現實銀行會提供的存款及各種服務。圖書館區域提供雜誌及各類書籍的介紹；學習大樓區域內細分數學樓、語言樓、科學樓等不同的教育遊戲區域；遊樂場區域提供垃圾分類、賽龍舟、挾挾樂等電子遊戲予用家遊玩。其目標客群為小學生。
2003年3月時，小校園內建了69款遊戲及8個討論區。次年則跟廉政公署合辦「智多多廉政頻道」，以多則故事教育用家「公正公平」等觀念。在2005年推出遊戲「做個小小升旗手」，以讓用家認識中華人民共和國的國旗等國家象徵。同年開始跟機電工程署合辦「30日環遊機電世界網上問答比賽」，推出多款跟機電安全相關的遊戲。2007年它跟《兒童的科學》合辦「暑期數理常識挑戰計劃2007」，為參賽的用家安排每日任務。決賽入圍名單則以學校總成績決定。之後此一比賽成為了該網站的年度例行賽事，最少維持到2013年。它最遲在2015年開始設有手機應用程式版本。
到了2020年時，它內建的遊戲有50多款，可讓用家從當中學習各種學校科目的知識，遊玩後用家可賺取遊戲中的代幣，用以購買虛擬裝飾。並於2022年跟香港互聯網註冊管理有限公司合作，推出多款跟資訊安全有關的遊戲。

## 評價
小校園在2000年代初期受到了香港小學生歡迎，並成為他們成人後的童年回憶。2001年《星島日報》的評論者瀏覽小校園時，讚揚當中有不少設計優良的學習資料，而且認為其由輔導員負責的清談台有助於維持用家的精神健康。次年《香港經濟日報》的晴子同樣對它表示好評，指它是「一個很適合孩子安坐家中瀏覽的網址」。

## 外部連結
- 小校園網站 （页面存档备份，存于）
- 小校園官方Facebook專頁